# Mortal Primetime
| Совокупная оценка    | Совокупная оценка |
| Источник             | Оценка |
| -------------------- | --- |
| Metacritic           | 88/100 |
| Оценки критиков      | |
| Источник             | Оценка |
| AllMusic             | [ 1 ] |
| Dork                 | 4 из 5 звёзд · 4 из 5 звёзд · 4 из 5 звёзд · 4 из 5 звёзд · 4 из 5 звёзд                                                                                      |
| The Line of Best Fit | 7 из 10 звёзд · 7 из 10 звёзд · 7 из 10 звёзд · 7 из 10 звёзд · 7 из 10 звёзд · 7 из 10 звёзд · 7 из 10 звёзд · 7 из 10 звёзд · 7 из 10 звёзд · 7 из 10 звёзд |
| New Noise            | 5 из 5 звёзд · 5 из 5 звёзд · 5 из 5 звёзд · 5 из 5 звёзд · 5 из 5 звёзд                                                                                      |
| Paste                | 9.0/10 |
| Under the Radar      | 8.5/10 |

Mortal Primetime — четвёртый студийный альбом американской рок-группы Sunflower Bean, выпущенный 25 апреля 2025 года лейблом Lucky Number Records на виниле, CD и в цифровом формате. Альбом получил положительные отзывы музыкальной критики и интернет-изданий. 

## История
В состав группы входят Джулия Камминг (бас, вокал), Ник Кивлен (гитара, бэк-вокал) и Олив Фабер (ударные). Их последний альбом Mortal Primetime был выпущен в апреле 2025 года. Продолжая работу группы 2022 года Headful of Sugar, Mortal Primetime состоит из десяти песен продолжительностью от трех до четырех минут каждая, а общее время звучания составляет тридцать пять минут и двенадцать секунд.
Первый сингл и вступительный трек, «Champagne Taste», был выпущен 28 января 2025 года, клип на него снял Айзек Робертс. Второй сингл, «Nothing Romantic», был выпущен 12 марта 2025 года. Альбом включает в себя элементы альтернативного рока, фолка и дрим-попа.

## Отзывы
Альбом получил положительные отзывы музыкальной критики и интернет-изданий. На Metacritic, сайте-агрегаторе рецензий, который собирает рецензии из основных изданий и выставляет средневзвешенный балл из 100, альбом получил 88 баллов на основе нескольких рецензий критиков. Эта оценка означает «широкое одобрение».
AllMusic оценил альбом в четыре с половиной звезды из пяти и заявил: «Если вы влюбились в ранний инди-поп Sunflower Bean и восхитились их поворотом к альт-року, Mortal Primetime — это лучшее из обоих миров; уверенный альбом рок-н-ролльной магии, приправленный эмоциональным поп-пафосом». Paste поставили альбому оценку 9.0, описав его как «пластинку, которая отбрасывает традиционный для рок-групп порыв выбрать эпоху, жанр и стиль прошлого рок-н-ролла для подражания — и вместо этого принимает их все». The Line of Best Fit поставил альбому семь из десяти и отметил: «Mortal Primetime — это возрождение нью-йоркского трио; выходящее из тени зимы, чтобы склонить голову к более ярким, плодотворным пастбищам весны». New Noise, оценив Mortal Primetime в пять звёзд, описал его как кивок «в сторону прошлого с глазами в будущее», сочетающий «несомненный тванг Гвен Стефани и синти-поп звучание Tame Impala для создания совершенно оригинального звука». Dork оценил альбом в четыре балла из пяти и прокомментировал его продюсирование, заявив, что в нём «соблюдён тонкий баланс между винтажной теплотой и современной ясностью». DIY поставил ему оценку четыре с половиной: «На протяжении десяти треков группа отказывается от любых фиксированных представлений о жанре, с удивительной лёгкостью сплетая элементы альт-рока, фолка и мечтательного, блаженного попа».

## Список композиций
| №                   | Название                          | Текст песни                | Музыка                           | Длительность |
| ------------------- | --------------------------------- | -------------------------- | -------------------------------- | ------------ |
| 1.                  | «Champagne Taste»                 | Julia Cumming Nick Kivlen  | Cumming Olive Faber Kivlen       | 3:12         |
| 2.                  | «Nothing Romantic»                | Cumming Kivlen Grace Kelly | Cumming Faber Kivlen Kelly       | 3:34         |
| 3.                  | «Waiting for the Rain»            | Kivlen Oliver Hill         | Cumming Faber Kivlen Oliver Hill | 3:27         |
| 4.                  | «Look What You've Done to Me»     | Cumming                    | Cumming Faber Kivlen             | 3:00         |
| 5.                  | «I Knew Love»                     | Cumming                    | Cumming Faber Kivlen             | 3:52         |
| 6.                  | «Take Out Your Insides»           | Cumming Kivlen             | Cumming Faber Kivlen             | 3:46         |
| 7.                  | «There's a Part I Can't Get Back» | Cumming                    | Cumming Faber Kivlen             | 4:02         |
| 8.                  | «Please Rewind»                   | Kivlen                     | Cumming Faber Kivlen             | 3:02         |
| 9.                  | «Shooting Star»                   | Cumming                    | Cumming Faber Kivlen             | 3:41         |
| 10.                 | «Sunshine»                        | Kivlen                     | Cumming Faber Kivlen             | 3:36         |
| Общая длительность: | Общая длительность:               | Общая длительность:        | Общая длительность:              | 35:12        |

## Участники записи
По данным сервиса Tidal.

### Sunflower Bean
- Джулия Камминг — вокал, бас-гитара (все треки); продюсирование (треки 1-5, 7-10), фортепиано (1, 6, 7, 9)
- Олив Фабер — ударные (треки 1-7, 9-10), продюсирование (1-5, 7-10), вокал (4), звукозапись (9)
- Ник Кивлен — гитара (все треки), продюсирование (треки 1-5, 7-10), вокал (3, 4, 8), фортепиано (7)

### Другие участники
- Джейк Синклер — продюсирование, инженерия, перкуссия (трек 6)
- Мэтт Колтон — мастеринг
- Сезар Эдмундс — микширование
- Сара Тудзин — звукозапись (треки 1-5, 7, 8)
- Роджер Джозеф Мэннинг-младший — фортепиано (треки 2-5, 7)
- Эмили Элкин — виолончель (треки 3, 5, 7, 8)
- Найджел Уилтон — ассистент звукозапись (трек 6)

## Позиции в чартах
| Чарт (2025)                              | Высшая позиция |
| ---------------------------------------- | -------------- |
| Шотландия (Scottish Albums Chart)        | 69             |
| Великобритания (UK Digital Albums Chart) | 62             |